# Geranium papuanum
Geranium papuanum är en näveväxtart som beskrevs av Henry Nicholas Ridley. Geranium papuanum ingår i släktet nävor, och familjen näveväxter. Inga underarter finns listade i Catalogue of Life.